# 1–8 Panmure Terrace

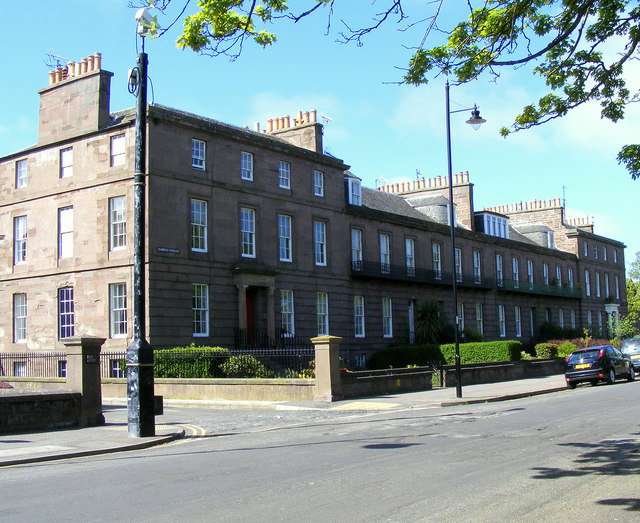
1–8 Panmure Terrace

Unter der Adresse 1–8 Panmure Terrace in der schottischen Kleinstadt Montrose in der Council Area Angus befindet sich eine Wohngebäudezeile. 1971 wurde das Bauwerk in die schottischen Denkmallisten in der höchsten Denkmalkategorie A aufgenommen.

## Beschreibung
Die um 1850 entstandene Wohngebäudezeile gab eine Familie Japp in Auftrag. Die klassizistisch ausgestaltete Gebäudezeile besteht aus sechs einzelnen Häusern, die in geschlossener Bauweise gereiht sind. Sie befindet sich gegenüber einer Grünanlage an der Provost Scott’s Road am Ostrand des historischen Zentrums von Montrose. Während die inneren vier Häuser zweistöckig sind, sind die abschließenden Häuser mit den Hausnummern 1–2 und 7–8 dreistöckig. Ihre ostexponierten Hauptfassaden sind jeweils vier Achsen weit, während die der inneren Häuser jeweils drei Achsen weit sind. Entlang der symmetrisch aufgebauten Hauptfassade sind die inneren Häuser jeweils paarweise gespiegelt.
Vortreppen mit gusseisernen Geländern führen zu den an den Seiten gelegenen Eingangstüren. Diese sind mit schlichten, zweiteiligen Kämpferfenstern ausgeführt. Zwei Fenster befinden sich im Erdgeschoss, drei weitere im Obergeschoss. Zwei Balkone mit dekorativen Gusseisenbalustraden verbinden jeweils zwei Häuser. Aus den schiefergedeckten Dächern treten geschwungene Dachgauben heraus. Diese ist an Haus Nummer 4 breiter ausgeführt. Die Eingangstüren der außenliegenden Häuser sind mit ionischen Säulen gestaltet.